# Jerzy Skolimowski (roer)
Jerzy Walerian Skolimowski (født 9. december 1907 i Łuków, død 12. februar 1985 i London) var en polsk roer som deltog i flere olympiske lege, 1928 i Amsterdam, 1932 i Los Angeles og 1936 i Berlin.
Skolimowski vandt en sølvmedalje i roning under OL 1932 i Los Angeles. Han var styrmand på den polske toer som kom på en andenplads i toer med styrmand, efter USA, sammen med roerne Jerzy Braun og Janusz Ślązak.
Skolimowski var også styrmand på den polske firere som kom på en tredjeplads efter Tyskland og Italien. Mandskabet på fireren var, Jerzy Braun, Janusz Ślązak, Stanisław Urban, Edward Kobyliński og Skolimowski som var styrmand.